# Rio Beliu
O Rio Beliu é um rio da Romênia afluente do Rio Teuz, localizado no distrito de Arad.